# Dehlā'īyeh
Dehlā'īyeh (persiska: دهلایه, Ḩamīdān, Dehlā’īyeh) är en ort i Iran.   Den ligger i provinsen Khuzestan, i den centrala delen av landet, 600 km söder om huvudstaden Teheran. Dehlā'īyeh ligger 25 meter över havet och antalet invånare är 137.
Terrängen runt Dehlā'īyeh är platt.Runt Dehlā'īyeh är det ganska tätbefolkat, med 111 invånare per kvadratkilometer. Närmaste större samhälle är Beyt-e Bāvī, 16,5 km öster om Dehlā'īyeh. Trakten runt Dehlā'īyeh är ofruktbar med lite eller ingen växtlighet.